# Sách Sáng Thế
Sách Sáng Thế  là sách mở đầu cho Cựu Ước nói riêng cũng như Kinh Thánh nói chung. Nội dung của Sách Sáng Thế nói về nguồn gốc của vũ trụ, nhân loại và đặc biệt là dân tộc Israel.

## Bố cục

### Phần một (gồm 11 chương đầu)

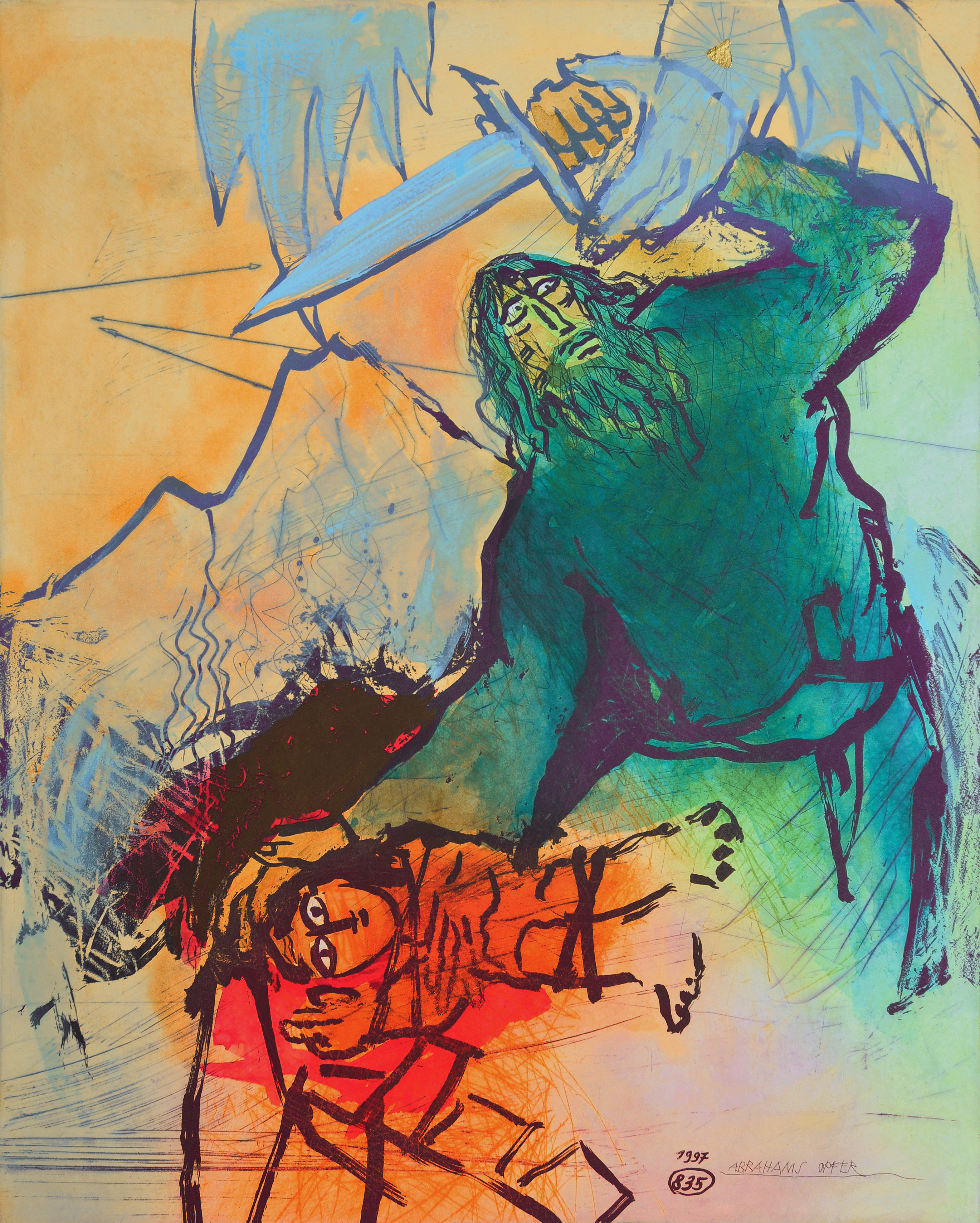
Abraham sát tế Isaac, tranh của Adi Holzer, 1997

Nguồn gốc vũ trụ và nhân loại (Khởi nguyên) với các sự kiện chính:
- Bài ca sáng thế: công cuộc sáng tạo vũ trụ của Thiên Chúa.

"Lúc khởi đầu, Thiên Chúa sáng tạo trời đất. Đất còn trống rỗng, chưa có hình dạng, bóng tối bao trùm vực thẳm, và thần khí Chúa bay lượn trên mặt nước." (St 1,1-2)
Thiên Chúa tạo ra ánh sáng và bóng tối tượng trưng cho ngày và đêm, cái "vòm" mà Ngài tạo ra để phân rẽ khối nước thì gọi là "trời". Từ khối nước, ngài phân rẽ thành "đất" và "biển"; thực vật có mang hạt giống thì mọc trên khắp mặt đất. "Ngày thứ bảy, Thiên Chúa đã hoàn thành công việc Người làm. Khi làm xong mọi công việc của Người, ngày thứ bảy, Thiên Chúa nghỉ ngơi" (St 2,2)
- Người nam và người nữ: loài người cai quản công trình sáng tạo của Thiên Chúa.

"Thiên Chúa phán: chúng ta sẽ làm ra con người theo hình ảnh của chúng ta..." (St 1,26). Thiên Chúa đặt con người trong Vườn Eden và cho phép ăn tất cả mọi loại trái cây trong đó, ngoại trừ cây biết điều thiện điều ác, "...vì ngày nào ngươi ăn, chắc chắn ngươi sẽ phải chết" (St 2,17). Thiên Chúa quyết định tạo ra cho con người một trợ tá, Ngài "...lấy đất nặn ra mọi dã thú, mọi chim trời..., hễ con người gọi mỗi sinh vật là gì, thì tên nó sẽ là thế... Nhưng con người không tìm được cho mình một trợ tá tương xứng." (St 2,19-20). Thế rồi, Thiên Chúa tạo ra người nữ từ cạnh sườn con người. "Con người và vợ mình, cả hai đều trần truồng mà không xấu hổ trước mặt nhau" (St 2,25). 
- Loài người sa ngã: nghe lời con rắn ăn trái của cây biết điều thiện điều ác, nhận ra mình trần truồng và trốn tránh Thiên Chúa.

Con rắn nói với người nữ rằng sẽ không bị chết nếu ăn trái cây mà Thiên Chúa cấm ăn bởi vì "... ngày nào ông bà ăn trái cây đó, mắt ông bà sẽ mở ra và ông bà sẽ trở nên như những vị thần biết điều thiện điều ác" (St 3,5). Người nữ hái trái đó ăn và đưa cho người nam ăn. "Bấy giờ, mắt hai người mở ra và họ thấy mình trần truồng: họ mới kết lá vả làm khố che thân" (St 3,7.) Thiên Chúa nguyền rủa con rắn rằng: "mi phải bò bằng bụng, phải ăn bụi đất mọi ngày trong đời mi" (St 3,14); Ngài phán người nữ: "ngươi sẽ phải cực nhọc lúc sinh con. Ngươi sẽ thèm muốn chồng ngươi và nó sẽ thống trị ngươi" (St 3,16) và với người nam: "ngươi sẽ phải đổ mồ hôi trán mới có bánh ăn, cho đến khi trở về với đất, vì từ đất, ngươi đã được lấy ra. Ngươi là bụi đất và sẽ trở về với bụi đất" (St 3,19). Con người đặt tên cho vợ là Eve, vì bà là mẹ của chúng sinh (St 3,20). Thiên Chúa đuổi con người ra khỏi vườn Eden và nói: "Này con người đã trở thành như một kẻ trong chúng ta, biết điều thiện điều ác. Bây giờ đừng để nó giơ tay hái cả hái cây trường sinh mà ăn và được sống mãi" (St 3,20) và Ngài để các vị thần hộ giá canh giữ vườn Eden và đường đến cây trường sinh.
- Loài người sa đọa: tội ác loài người lan khắp mặt đất. Thiên Chúa hối hận vì đã làm ra con người trên mặt đất (St 6,6).

Adam và Eva có hai con trai: Cain và Abel. Cain trồng hoa màu còn Abel chăn nuôi. Cả hai lấy sản phẩm của mình để dâng lên Thiên Chúa nhưng Thiên Chúa chỉ chấp nhận của Abel, đó là "những con đầu lòng của bầy chiên cùng với mỡ của chúng" (St 4,4). Cain tức tối và giết chết em mình, khi Thiên Chúa hỏi về Abel, Cain trả lời rằng: "Con không biết. Con là người giữ em con hay sao?" (St 4,9). Thiên Chúa nổi giận với Cain: "Ngươi có canh tác đất đai, nó cũng không còn cho ngươi hoa màu của nó nữa. Ngươi sẽ lang thang phiêu bạt trên mặt đất" (St 4,12) và Ngài làm dấu trên Cain để ông khỏi bị giết. Cain đi xa về xứ Nod để khuất mặt Thiên Chúa. Dòng dõi Cain gồm: Enoch, Irad, Mehujael, Methushael, Lamech và Seth - được coi là dòng dõi thay thế cho Abel. Khi loài người càng đông đảo thì tội lỗi cũng sinh sôi khắp mặt đất và Thiên Chúa có ý định trừng phạt loài người.
- Lụt Đại hồng thủy: Thiên Chúa trừng phạt loài người, ngoại trừ gia đình người công chính Noah.

Thiên Chúa đã chọn ông Noah, một người công chính trước mặt Ngài và ra lệnh cho ông làm một tàu lớn (Ark), mang theo cả gia đình và các loài thú đại diện vào trong đó. Thiên Chúa hủy diệt thế giới bằng trận lụt Hồng Thủy. Sau đó, Thiên Chúa lập giao ước với Noah cùng tất cả những gì đi ra từ con tàu rằng Ngài sẽ không để Hồng Thủy hủy diệt loài người một lần nữa. "Các con trai ông Noah ra khỏi tàu là: ông Shem, ông Ham và ông Japheth; ông Ham là cha của ông Canaan. Ba ông này là con trai ông Noah và con cháu họ phân tán ra khắp mặt đất" (St 9,18-19)

### Phần hai (chương 12 đến chương 50)
Nguồn gốc dân tộc Israel với các tổ phụ lớn:
- Abraham: là một người du mục miền Lưỡng Hà, ông được coi là ông tổ của dân Israel. Ông sống vào khoảng thế kỷ 19 TCN. Đỉnh cao lòng tin của ông đối với Thiên Chúa là việc ông sẵn sàng dâng chính đứa con trai duy nhất của mình là Isaac làm của lễ cho Thiên Chúa.

Terah là cháu mười đời của ông Noah. Ông Terah dẫn con trai là Abram, bà Sarai - vợ Abram cùng với đứa cháu nội là Lot - con của Haran, rời khỏi Ur của người Chaldees tiến theo hướng đất Canaan. Họ định cư tại thành Haran và Terah chết tại đây. Thiên Chúa phán với Abram: "Hãy rời bỏ xứ sở, họ hàng và nhà cha ngươi mà đi tới đất Ta sẽ chỉ cho ngươi. Ta sẽ làm cho ngươi thành một dân lớn, sẽ chúc phúc cho ngươi. Ta sẽ cho tên tuổi ngươi được lẫy lừng và ngươi sẽ là một mối phúc lành. Ta sẽ chúc phúc cho những ai chúc phúc cho ngươi; ai nhục mạ ngươi, ta sẽ nguyền rủa. Nhờ ngươi, mọi gia tộc trên mặt đất sẽ được chúc phúc." (St 12,1-3). Abram cùng đoàn người đi đến Canaan và Thiên Chúa phán: "Ta sẽ ban đất này cho dòng dõi ngươi." (St 12,7)
- Isaac và Jacob: Isaac là con trai Abraham. Vai trò của ông trong Cựu Ước không rõ nét bằng cha ông và Jacob - con trai thứ của ông. Jacob là người khôn ngoan, Thiên Chúa lặp lại với ông lời giao ước đã từng ban cho Abraham.
- Joseph: một trong mười hai người con của Jacob. Là nhân vật chính của hơn mười chương cuối.

Việc Joseph cùng gia đình di dân đến Ai Cập đã giải thích sự tồn tại của dân tộc Israel ở Ai Cập và biến cố Xuất hành.

## Liên Kết
- Trích dẫn liên quan tới Sáng thế ký tại Wikiquote
- Tác phẩm liên quan đến Sáng thế ký tại Wikisource
- Sách Sáng thế (Nhóm Phiên dịch CGKPV) - Ủy ban Kinh Thánh, Hội đồng Giám mục Việt Nam
- Sách Sáng Thế Ký - Thư Viện Tin Lành.